# Joel Quinto
Joel Quinto Brand (Puerto Berrío, Antioquia, Colombia; 18 de abril de 1990) es un futbolista colombiano. Juega como delantero, su primer equipo fue el Bogotá Fútbol Club. Actualmente juega en el Alcantarilla Fútbol Club de la Tercera Federación de España.

## Clubes
| Club                    | País     | Año           | Ref.  |
| ----------------------- | -------- | ------------- | ----- |
| Bogotá Fútbol Club      | Colombia | 2010 - 2011   |       |
| Real Juventud           | Honduras | 2011 - 2013   |       |
| Deportes Savio          | Honduras | 2014          | [ 1 ] |
| Club Olímpico de Totana | España   | 2018 - 2019   | [ 2 ] |
| Muleño Club de Fútbol   | España   | 2019 - 2020   | [ 3 ] |
| CAP Ciudad de Murcia    | España   | 2020 - 2021   | [ 4 ] |
| Alcantarilla F. C.      | España   | 2021-presente | [ 5 ] |